# Participação dos bielorrussos na Guerra Civil Líbia

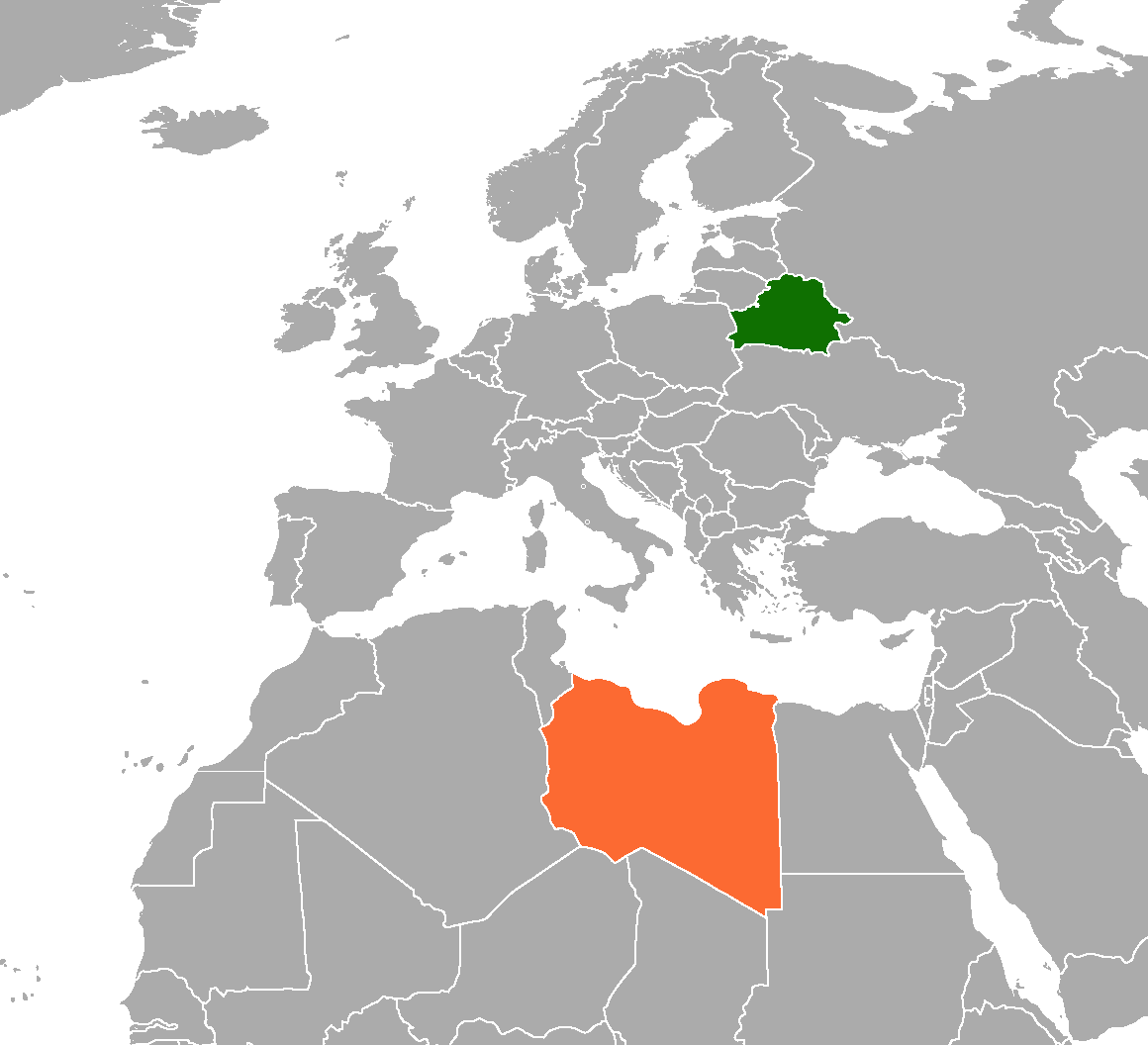

A participação dos bielorrussos na Guerra Civil na Líbia continua a ser uma questão controversa. A mídia informou repetidamente sobre militares e mercenários bielorrussos que lutaram ao lado das forças do governo. As autoridades negam esta informação.
Vale a pena notar que a Bielorrússia foi um dos países que condenaram a operação da OTAN e não reconheceram o Conselho Nacional de Transição.

## Na véspera
Nos anos 2000, as relações entre a Bielorrússia e a Líbia se intensificaram, inclusive na esfera militar. Em 2009, foi assinado um acordo de cooperação militar. Em junho de 2010, o exército líbio participou de exercícios com a 11ª Brigada Mecanizada separada da Bielorrússia.
De acordo com o conselheiro da Embaixada da Bielorrússia em Trípoli, Georgy Gromyko, antes da guerra civil e da intervenção estrangeira, um contingente de 500 conselheiros militares, instrutores e especialistas bielorrussos estava estacionado no país. Com o início das hostilidades, parte deles foi evacuada. No entanto, de acordo com o adido militar Igor Kachugin, o exército não foi introduzido oficialmente no país. No entanto, ele não descartou a possibilidade de que alguém possa assinar contratos individuais com as forças de segurança Líbias.

## Informação
Fontes americanas (a CNN e a Agência de inteligência e análise Stratfor), russas (jornal Komsomolskaya Pravda), bielorrussas (os observadores militares Alexander Alesin e Egor Lebedok), suecas (SIPRI), rebeldes (Ibrahim Abdel Magid) e internacionais (chefe do grupo de trabalho das Nações Unidas sobre o uso de mercenários, José Luis Gómez del Prado) disseram que as forças do governo foram auxiliadas por autoridades e cidadãos bielorrussos.
Os primeiros relatórios referem-se a 15 de fevereiro de 2011. Eles tocaram o voo Ilyushin Il-76 de Baranavitchy para Sebha. Avião supostamente entregou armas para partidários de Muammar Gaddafi. No final do mês, a mídia ocidental escreveu que mercenários da Europa Oriental (bielorrussos, sérvios, ucranianos e romenos) estavam reprimindo os protestos na Líbia.
Mercenários bielorrussos e especialistas militares do estado estavam envolvidos no treinamento de militares líbios, reparo e operação de equipamentos militares. Os bielorrussos introduziram elementos da guerra de guerrilha na tática, transferiram os militares de veículos blindados para picapes, prestaram assistência significativa no aumento da mobilidade de tropas e na contra-ofensiva de Primavera dos partidários do regime de Gaddafi.
Os bielorrussos na Líbia eram dominados por ex-militares que perderam seus empregos na década de 1990. Na zona de conflito operavam franco-atiradores, técnicos, oficiais do Estado-Maior, pilotos e forças especiais.
Várias fontes estimaram seu número de várias dezenas a várias centenas de pessoas.

## Negação
O governo bielorrusso negou todas as informações sobre a participação dos bielorrussos no conflito. Foram negadas informações sobre militares e mercenários.
Alguns especialistas (Alexander Khramchikhin, vice-diretor do Instituto de análise política e militar, e Sergei Balmasov, especialista do Instituto do Oriente Médio e do Conselho Russo de Assuntos Internacionais) também duvidaram da participação dos bielorrussos na guerra. Os relatos foram atribuídos à guerra da informação do Ocidente contra o governo de Alexander Lukashenko. Os especialistas também notaram uma base de evidências fraca.

## Prisioneiros
Em Agosto-Setembro de 2011, quatro bielorrussos foram capturados por rebeldes líbios. Eles foram condenados a 10 anos de prisão por colaborar com o regime de Gaddafi. No entanto, os esforços dos serviços especiais e diplomatas conseguiram libertar os quatro.